# Cotoneaster megalocarpa
Cotoneaster megalocarpa är en rosväxtart som beskrevs av Mikhail Grigoríevič Popov. Cotoneaster megalocarpa ingår i släktet oxbär, och familjen rosväxter. Inga underarter finns listade i Catalogue of Life.